# Wydział Historii Uniwersytetu im. Adama Mickiewicza w Poznaniu
Wydział Historii Uniwersytetu im. Adama Mickiewicza w Poznaniu (WHis UAM) – jednostka organizacyjna Uniwersytetu im. Adama Mickiewicza w Poznaniu, jeden z 6 wydziałów dziedzinowych, tworzących Szkołę Nauk Humanistycznych UAM. Dzieli się na 13 zakładów i 6 pracowni naukowych oraz dwie techniczne. Posiada uprawnienia do nadawania stopni naukowych doktora i doktora habilitowanego oraz wnioskowania o nadanie tytułu naukowego profesora. Prowadzi działalność dydaktyczną i badawczą związaną z historią polityczną, społeczną i gospodarczą w jej poszczególnych epokach i aspektach. Wydział, oprócz „klasycznej” historii, oferuje także studia z archiwistyki, kultury politycznej, socjoekonomiki, historii wojskowości, mediewistyki oraz studia w ramach specjalności nauczycielskiej. Aktualnie w trybie stacjonarnym i niestacjonarnym podejmuje je ponad 1300 studentów. Wydział wydaje czasopisma oraz posiada własne wydawnictwo naukowe. Dysponuje też samodzielną biblioteką instytutową z ok. 134 tys. woluminów wydawnictw zwartych i 40 tys. woluminów czasopism. Przy Wydziale Historii działają dwie ekspedycje archeologiczne (EA Łekno i EA Novae). Siedzibą Wydziału jest gmach Collegium Historicum przy ul. Uniwersytetu Poznańskiego 7.
Instytut powstał w 1956 r., kontynuując działalność dawnych katedr historycznych przy Uniwersytecie im. Adama Mickiewicza w Poznaniu (przedtem Uniwersytecie Poznańskim). Związanych z nim było wielu uznanych badaczy, m.in. Janusz Pajewski, Henryk Łowmiański i Jerzy Topolski. Również obecnie zatrudnia naukowców o znaczącym dorobku naukowym. Pracownicy naukowi Instytutu zajmowali też często najważniejsze stanowiska w hierarchii uniwersyteckiej – rektorów: Gerard Labuda (1962–1965), Czesław Łuczak (1965–1972) i Benon Miśkiewicz (1972–1981) oraz prorektorów: Czesław Łuczak, Benon Miśkiewicz, Stanisław Sierpowski (1985–1987), Jerzy Strzelczyk (1987–1990), Przemysław Hauser (1996–2002), Zbigniew Pilarczyk (2008–2016) i Rafał Witkowski (od 2020); wielokrotnie obejmowali także funkcję dziekanów Wydziału Historycznego. Instytut początkowo afiliowany był przy Wydziale Filozoficzno-Historycznym, od reorganizacji struktur uniwersyteckich w 1976 przy Wydziale Historycznym. Od 1 października 2019 Instytut funkcjonuje jako Wydział Historii.

## Władze Wydziału
W kadencji 2024–2028:
| Stanowisko                                              | Imię i nazwisko                 |
| ------------------------------------------------------- | ------------------------------- |
| Dziekan                                                 | dr hab. Przemysław Matusik      |
| Prodziekan ds. studenckich i kształcenia                | dr hab. Katarzyna Balbuza       |
| Prodziekan ds. parametryzacji i współpracy z otoczeniem | dr hab. Lucyna Błażejczyk-Majka |
| Prodziekan ds. naukowych                                | dr hab. Maciej Michalski        |

## Poczet dyrektorów
1. prof. zw. dr hab. Henryk Łowmiański (1956–1968)
  - w latach 1968–1969 stanowisko dyrektora wakowało.
2. prof. zw. dr Czesław Łuczak (1969–1981)
3. prof. zw. dr Jerzy Topolski (1981–1987)
4. prof. zw. dr Czesław Łuczak (1987–1991)
5. prof. zw. dr hab. Jerzy Strzelczyk (1991–1996)
6. dr hab. Bohdan Lapis (1996–2008)
7. dr hab. Kazimierz Ilski (2008–2012)
8. prof. dr hab. Józef Dobosz (2012–2019)

## Poczet dziekanów
1. prof. dr hab. Kazimierz Ilski (2019)
2. prof. dr hab. Józef Dobosz (2020–2024)
3. dr hab. Przemysław Matusik (od 2024)

## Kierunki kształcenia

### Studia I stopnia
Dostępne kierunki:
- Historia bez specjalności lub ze specjalnościami: Nauczycielska, Archiwistyka i zarządzanie dokumentacją, Mediewistyka, Historia wojskowości, Polityka i media w dziejach
- Gospodarka i ekonomia w dziejach
- Wschodoznawstwo
- Humanistyka w szkole. Polonistyczno-historyczne studia nauczycielskie
- Liberal Art And Sciences

### Studia II stopnia
Dostępne kierunki:
- Historia bez specjalności lub ze specjalnościami: Nauczycielska, Archiwistyka i zarządzanie dokumentacją, Mediewistyka, Historia wojskowości, Polityka i media w dziejach, Kultura klasyczna
- Wschodoznawstwo
- Humanistyka w szkole. Polonistyczno-historyczne studia nauczycielskie

## Historia

### Geneza

#### Okres międzywojenny (1919–1939)
Instytut Historii powstał dopiero w roku 1956, jednakże jest on kontynuatorem znacznie dłuższej tradycji studiów historycznych na UAM. Sięga ona samych początków poznańskiego uniwersytetu, czego symbolem jest wygłoszenie pierwszego w jego historii wykładu właśnie przez historyka – Kazimierza Tymienieckiego, który 7 maja 1919 r., podczas uroczystej inauguracji działalności ówczesnej Wszechnicy Piastowskiej, przemawiał na temat historii polskich uniwersytetów. Już od lutego, tj. od przybycia do Poznania, organizował on na Wydziale Filozoficznym Katedrę Historii Średniowiecznej. Jeszcze w październiku tego roku powstała Katedra Historii Nowożytnej (prof. Adam Skałkowski), a w 1920 r., na Wydziale Prawno-Ekonomicznym, Katedra Historii Gospodarczej. Zainicjowano też badania starożytnicze, jednakże pierwsza Katedra Historii Starożytnej przetrwała tylko trzy lata, gdyż w 1922 r. jej kierownik Ludwik Piotrowicz przeszedł na Uniwersytet Jagielloński. Kolejne lata przynosiły dalsze wyodrębnianie się katedr historycznych. Pod pojęciem katedry rozumiano wówczas profesora danej specjalizacji i prowadzone przez niego seminaria i wykłady. W 1925 r., w ramach reorganizacji struktur uniwersyteckich, kilka katedr historycznych przeszło z Wydziału Filozoficznego do nowo utworzonego Wydziału Humanistycznego. Cały czas istniały także i tworzone były katedry historyczne przy innych wydziałach. Te, które afiliowane były przy Wydziale Humanistycznym, tworzyły jednostkę dydaktyczną o nazwie „Seminarium Historyczne” (z siedzibą w Zamku Cesarskim). Można uznać je za protoplastę obecnego Instytutu. W latach trzydziestych Seminarium Historyczne zatrudniało 10 pracowników, w tym sześciu profesorów. Łącznie w okresie międzywojennym jego struktura przedstawiała się następująco:
| Nazwa                               | Kierownik                                                 | Okres istnienia  |
| ----------------------------------- | --------------------------------------------------------- | ---------------- |
| Katedra Historii Średniowiecznej    | Kazimierz Tymieniecki                                     | 1919–1939        |
| Katedra Historii Nowożytnej         | Adam Skałkowski                                           | 1919–1939        |
| Katedra Historii Starożytnej        | Ludwik Piotrowicz                                         | 1919–1922        |
| Katedra Historii Europy Wschodniej  | Józef Paczkowski (do 1928)/Kazimierz Chodynicki (od 1928) | (1920) 1926–1939 |
| Katedra Historii Nowożytnej (II)    | Bronisław Dembiński                                       | 1923–1933        |
| Katedra Historii Słowian Zachodnich | Józef Widajewicz                                          | 1937–1939        |

Ponadto istniały dwie katedry historyczne na Wydziale Prawno-Ekonomicznym:
| Nazwa                                      | Kierownik             | Okres istnienia |
| ------------------------------------------ | --------------------- | --------------- |
| Katedra Historii Gospodarczej              | Jan Rutkowski         | 1919–1939       |
| Katedra Historii Ustroju i Prawa Polskiego | Zygmunt Wojciechowski | 1929–1939       |

#### Okres II wojny światowej
Rozwój poznańskiego ośrodka historycznego przerwał wybuch II wojny światowej. W warunkach konspiracji poznańscy historycy wykładali od 1940 r. w ramach tajnego Uniwersytetu Ziem Zachodnich (głównie w Warszawie, placówki także w kilku innych miastach Generalnego Gubernatorstwa), lub w ramach konspiracyjnego Uniwersytetu Warszawskiego i Jagiellońskiego. Poza podtrzymaniem działalności naukowej, starano się też rekrutować nowe kadry. W okresie okupacji niemieckiej z UZZ związali się historycy, którzy po wojnie mieli podjąć pracę na uniwersytecie w Poznaniu (m.in. Gerard Labuda, Zdzisław Grot). Było to koniecznym krokiem dla podtrzymania żywotności seminarium w obliczu starzenia się i wymierania (1942 – Kazimierz Chodynicki) jego profesury. W warunkach konspiracji zdołano nawet utworzyć nową jednostkę naukową – Instytut Morski. Nie przetrwał on jednak dłużej od Uniwersytetu Ziem Zachodnich.

#### Okres powojenny do 1956 r.

##### Odbudowa Seminarium Historycznego
Wraz ze zbliżaniem się do końca działań wojennych, podjęto starania nad reaktywacją Uniwersytetu Poznańskiego. Seminarium Historyczne odbudowano już w lutym 1945 r., gdy Poznań opuściły wojska niemieckie. Tymczasową siedzibą uczyniono przykościelny budynek przy ul. Stolarskiej, by po dwóch latach ulokować seminarium w gmachu Collegium Philosophicum przy ul. Matejki. Problem stanowiła rekrutacja studentów z racji długiej przerwy w działalności dydaktycznej, a także z powodu zgłoszeń kandydatów z ukończonymi szkołami konspiracyjnymi. Uczniowie ci posiadali niekiedy wyłącznie ustne zaświadczenia o ukończeniu szkół, przez co trudno było zweryfikować, którzy z kandydatów mają faktyczne uprawnienia do studiowania. Na całym uniwersytecie tworzono też rozmaite formy „roku zerowego”. Dopiero w 1948 r. przywrócono egzamin wstępny jako podstawę do przyjęcia na studia, choć i tu oprócz wiedzy i zdolności intelektualnych brane były także pod uwagę względy społeczne i ideologiczne.
Na swoje katedry powrócili Kazimierz Tymieniecki i Adam Skałkowski, a zmarłego Kazimierza Chodynieckiego zastąpił przybyły z Wilna Henryk Łowmiański. Na krótko wrócił Józef Widajewicz, po którego odejściu na UJ Katedrę Historii Słowiańszczyzny Zachodniej objął świeżo habilitowany Gerard Labuda. Prowadzono także odnawianie zdekompletowanych zbiorów bibliotecznych, czym kierowali: woźny Stanisław Buszka i ówczesny doktor Gerard Labuda. Projektowano też plany przyszłego rozwoju – już 19 grudnia 1945 r. Rada Wydziału podjęła uchwałę o utworzeniu dwóch nowych katedr: Historii Kultury Polskiej oraz Historii Gospodarczej i Geografii Historycznej. Ich zorganizowanie wymagało jednak więcej czasu i wysiłku. Pierwsza zaczęła pracę dopiero 1 kwietnia 1947 r., gdy kierownictwo nad nią objął dyrektor Biblioteki Kórnickiej, Stanisław Bodniak. Katedra ta silnie związała się z polonistyką. Do kierowania drugą wyznaczono pierwotnie Franciszka Bujaka, ten jednak podjął w 1946 r. pracę na Uniwersytecie Jagiellońskim i z utworzenia katedry zrezygnowano. W myśl uchwały Rady Wydziału Humanistycznego UP z 27 czerwca 1946 r. w jej miejsce powołano Katedrę Historii Nowożytnej. Z inicjatywy prof. Zygmunta Wojciechowskiego zaproszono na nią dotychczasowego docenta Uniwersytetu Warszawskiego Janusza Pajewskiego. Była to decyzja niezwykle brzemienna w skutki. Rozpoczął się kilkudziesięcioletni poznański etap zawrotnej kariery naukowej historyka, który uzyskał później rangę swoistej „ikony” całego uniwersytetu.

##### Niedoszły przełom: epizod pierwszego „Instytutu Historycznego”
Koncepcja zbudowania struktury podobnej do obecnego Instytutu dojrzewała wśród poznańskich historyków znacznie wcześniej. Pierwsza próba zakończyła się jednak niepowodzeniem. Za jej inicjatora uznaje się prof. Jana Rutkowskiego, który miał postulować ten ruch już w 1941 r., w czasie działalności Uniwersytetu Ziem Zachodnich. Do problemu powrócono po wojnie – już 28 lutego 1946 r. referował ją na Radzie Wydziału dziekan K. Tymieniecki – przeszkodę stanowiły jednak trudne warunki lokalowe. Przełom nastąpił, gdy katedry historyczne zamieniły tymczasową siedzibę na lepszy i większy budynek przy ul. Matejki. Wobec tego 8 maja 1947 r. Rada Wydziału zatwierdziła tymczasowy statut przyszłego Instytutu. W celu wzmocnienia jego bazy, władze uniwersyteckie zdecydowały się dodatkowo na transfer pięciu katedr z innych wydziałów.
W 1948 r. do Wydziału Humanistycznego przeniesiono wszystkie katedry historyczne z Wydziału Prawno-Ekonomicznego (cztery) i Wydziału Rolno-Leśnego (jedna). W wyniku połączenia ich z dotychczasowym Seminarium Historycznym (5 katedr) utworzono nową jednostkę organizacyjną pod nazwą „Instytut Historyczny”. Miał on swoje odrębne władze w osobach dyrektora (Jan Rutkowski, następnie Marian Jedlicki) oraz sekretarza (Gerard Labuda, potem Włodzimierz Dworzaczek). Poza umieszczeniem nowych katedr razem ze starymi w jednym budynku, stworzono również wspólny katalog księgozbiorów. Wraz z początkiem roku akademickiego 1948/1949 utworzono kolejną katedrę – Historii Żeglugi i Polityki Morskiej, której kierownictwo ofiarowano pomysłodawcy Instytutu Morskiego UZZ, Władysławowi Kowalence. Naciski polityczne sprawiły jednak, że rok później prof. Kowalenko musiał opuścić Uniwersytet i kierowana przez niego katedra została zamknięta. Nie powiodła się też podjęta uchwałą Rady Wydziału z 2 czerwca 1949 r. próba reaktywacji Katedry Historii Starożytnej, na której czele widziano Rocha Knapowskiego. Struktura Instytutu Historycznego prezentowała się więc następująco:
| Nazwa                                                  | Kierownik                                                | Okres istnienia |
| ------------------------------------------------------ | -------------------------------------------------------- | --------------- |
| Katedra Historii Średniowiecznej                       | Kazimierz Tymieniecki                                    | 1948–1950       |
| Katedra Historii Nowożytnej                            | Adam Skałkowski (do 1950/Kazimierz Piwarski (od 1950 r.) | 1948–1950       |
| Katedra Historii Nowożytnej (II)                       | Janusz Pajewski                                          | 1948–1950       |
| Katedra Historii Europy Wschodniej                     | Henryk Łowmiański                                        | 1948–1950       |
| Katedra Historii Słowian Zachodnich                    | Gerard Labuda                                            | 1948–1950       |
| Katedra Historii Żeglugi i Polityki Morskiej           | Władysław Kowalenko                                      | 1948–1949       |
| Katedra Historii Ustroju i Prawa Polskiego             | Zygmunt Wojciechowski                                    | 1948–1950       |
| Katedra Historii Ustroju i Prawa Polskiego (II)        | Zdzisław Kaczmarczyk                                     | 1948–1950       |
| Katedra Powszechnej Historii Ustrojów Państwowych      | Józef Matuszewski                                        | 1948–1950       |
| Katedra Powszechnej Historii Ustrojów Państwowych (II) | Marian Jedlicki                                          | 1949–1950       |
| Katedra Historii Gospodarczej                          | Jan Rutkowski                                            | 1948–1949       |
| Katedra Historii i Socjologii Wsi                      | Stanisław Szczotka                                       | 1948–1950       |

W tym czasie nastąpiła całkowita wymiana kadry historyków Uniwersytetu Poznańskiego. Po wymuszonym politycznie przeniesieniu na emeryturę Adama Skałkowskiego, ostatnim przedstawicielem przedwojennego Seminarium Historycznego na Wydziale Humanistycznym pozostał Kazimierz Tymieniecki.
W 1949 r., wraz z reorganizacją struktur uniwersyteckich, Instytut Historyczny został przeniesiony do nowego Wydziału Filozoficzno-Historycznego. Odbiło się to na kształcie Instytutu. W tym samym roku przerwano na dwa lata działalność Katedry Historii Gospodarczej, którą spowodowała likwidacja sekcji ekonomiczno-politycznej Wydziału Prawno-Ekonomicznego i jego przekształcenie w Wydział Prawa.
Formuła instytutu nie sprawdziła się. Jego pomysłodawca i pierwszy dyrektor Jan Rutkowski charakteryzował Instytut tuż przed początkiem jego działalności: „Jest to połączenie w jednolitą całość 13 katedr historycznych z trzech wydziałów”. Założenie to przewidywało skoordynowanie działalności naukowej i dydaktycznej wszystkich katedr historycznych, jednak przy zachowaniu ich pełnej niezależności organizacyjnej. Nie był to więc Instytut Historii w obecnym tego słowa znaczeniu. Całość stanowiła dość luźną strukturę i nie spełniała postulatów koordynacji działań (zwłaszcza naukowych), poza liczbą katedr nie różniąc się de facto od dawnego Seminarium Historycznego. Wkrótce idea Instytutu Historycznego straciła swojego głównego rzecznika, gdy prof. Rutkowski zmarł 21 maja 1949 r. Decydujące znaczenie odegrała jednak stopniowa stalinizacja szkolnictwa wyższego, również na tym polu zakładająca głęboki centralizm, z czym kłóciła się przyjmowana w Instytucie zasada autonomii katedr. Stąd też w 1950 r., raptem dwa lata po powołaniu, Instytut Historyczny UP zakończył swoją działalność i został zastąpiony nową jednostką organizacyjną.

##### Zespół Katedr Historycznych (1950–1956)
25 listopada 1950 r. decyzją Ministerstwa Szkół Wyższych i Nauki utworzono nową, bardziej scentralizowaną jednostkę uniwersytecką – Zespół Katedr Historycznych. Jej kierownikiem został Henryk Łowmiański. Zmniejszyła się liczba katedr, gdyż te przyłączone w 1948 r. do Instytutu Historycznego, powróciły do macierzystych wydziałów. Struktura zespołu w chwili powstania kształtowała się następująco:
| Nazwa                                       | Kierownik             | Okres istnienia |
| ------------------------------------------- | --------------------- | --------------- |
| Katedra Historii Średniowiecznej            | Kazimierz Tymieniecki | 1950–1952       |
| Katedra Historii Nowożytnej                 | Kazimierz Piwarski    | 1950–1952       |
| Katedra Historii Europy Wschodniej          | Henryk Łowmiański     | 1950–1952       |
| Katedra Historii Powszechnej Nowożytnej     | Janusz Pajewski       | 1950–1952       |
| Katedra Historii Słowiańszczyzny Zachodniej | Gerard Labuda         | 1950–1952       |
| Katedra Historii Kultury Polskiej           | Stanisław Bodniak     | 1950–1952       |

1 października 1951 r. doszła jeszcze jedna (reaktywowana) jednostka:
| Nazwa                         | Kierownik          | Okres istnienia |
| ----------------------------- | ------------------ | --------------- |
| Katedra Historii Gospodarczej | Stanisław Szczotka | 1951–1952       |

Wybór prof. Szczotki wynikał z wyodrębnienia się Wydziału Rolniczo-Leśnego UP w samodzielną Wyższą Szkołę Rolniczą, podczas którego zlikwidowano jego dotychczasową katedrę (Historii i Socjologii Wsi). Jak widać, podział ten nie utrzymał się długo, gdyż w 1952 r. przeprowadzono poważną reorganizację. Utworzono nowe jednostki badawcze – zakłady. Zmieniono liczbę katedr do trzech oraz przedefiniowano samo pojęcie katedry – odtąd miała to być jednostka pomiędzy zespołem a zakładem, grupująca zakłady o podobnej specjalizacji. Przyjęta wówczas struktura utrzymała się z grubsza do 1958 r. Wyglądała ona następująco:
| Nazwa katedry                                                          | Kierownik katedry     | Okres istnienia katedry | Nazwa zakładu                                                   | Kierownik zakładu                                         | Okres istnienia zakładu |
| ---------------------------------------------------------------------- | --------------------- | ----------------------- | --------------------------------------------------------------- | --------------------------------------------------------- | ----------------------- |
| Katedra Historii Polski                                                | Gerard Labuda         | 1952–1958               |                                                                 |                                                           |                         |
|                                                                        |                       |                         | Zakład Historii Słowiańszczyzny Zachodniej                      | Gerard Labuda                                             | 1952–1958               |
|                                                                        |                       |                         | Zakład Historii Gospodarczej                                    | Stanisław Szczotka (do 1954)/Władysław Rusiński (od 1954) | 1952–1958               |
|                                                                        |                       |                         | Zakład Historii Kultury Polski (od 1955 Zakład Historii Polski) | Stanisław Bodniak (do 1952)/Witold Jakóbczyk (od 1952)    | 1952–1958               |
| Katedra Historii Powszechnej                                           | Kazimierz Tymieniecki | [1952–1958              |                                                                 |                                                           |                         |
|                                                                        |                       |                         | Zakład Historii Średniowiecznej                                 | Kazimierz Tymieniecki                                     | 1952–1958               |
|                                                                        |                       |                         | Zakład Historii Nowożytnej                                      | Kazimierz Piwarski                                        | 1952–1958               |
|                                                                        |                       |                         | Zakład Historii Nowożytnej i Nowoczesnej                        | Janusz Pajewski                                           | 1952–1958               |
| Katedra Historii Narodów Związku Socjalistycznych Republik Radzieckich | Henryk Łowmiański     | 1952–1958               | (-)                                                             |                                                           |                         |

W latach działalności Zespołu Katedr Historycznych nastąpiło zwiększenie liczby pracowników naukowych i dydaktycznych, dzięki możliwości nadawania stanowisk zastępców profesorów (do czasu uzyskania tytułu) – dzięki temu awanse objęły m.in. Janusza Deresiewicza i Witolda Jakóbczyka – oraz tworzeniu wielu etatów aspiranckich i asystenckich. W tamtych latach z Zespołem Katedr Historycznych związali się chociażby Antoni Czubiński, Julia Zabłocka, Jadwiga Krzyżaniakowa, czy Zbigniew Wielgosz. Równocześnie był to szczytowy okres przymusowej ideologizacji marksistowskiej. Do programu studiów zaczęto wprowadzać odgórnie tzw. przedmioty ideologiczne, takie jak np. podstawy marksizmu-leninizmu oraz nauki o Polsce i świecie współczesnym. Zebrania rady Zespołu nazywano w oficjalnej nomenklaturze „naradami produkcyjnymi”. Naukowców poddawano też naciskom politycznym, przedmiotem szczególnej takiej presji był prof. Janusz Pajewski, któremu zarzucano „postawę nacjonalistyczną”. Dużą rolę odgrywały – jak w całej Polsce – PZPR i ZMP, które często opiniowały profesurę. Przykładem może być zablokowanie przez aktywistów w 1954 r. etatu asystenckiego dla Jadwigi Krzyżaniakowej oraz próba zablokowania etatu dla Benona Miśkiewicza, przy pozytywnym przeforsowaniu przez nich asystentury dla swojego kolegi Zbigniewa Szumowskiego. Na początku lat pięćdziesiątych zdarzył się też przypadek wykluczenia kilku studentów historii z ZMP za opowiadanie dowcipów antyradzieckich w akademiku, co skutkowało uniemożliwieniem im podjęcia drugiego stopnia studiów historycznych. Jednakże nadaktywność pracowników „upartyjnionych” i zetempowców była na zamkniętych zebraniach wydziałowego POP temperowana, m.in. na zebraniu z 18 listopada 1950 r. nakazywano przeprowadzanie krytyki „z dużym taktem i umiarem” oraz uprzednie konsultowanie z POP akcji przeciw profesorom, dzięki czemu, jak wyjaśniono 1 lutego 1951 r., „słuszna i konieczna” krytyka nie miała wpływać „odrażająco na postępowych profesorów”.
W tym okresie szczególnie dynamicznie rozwijała się mediewistyka, gdzie intensywne badania nad średniowieczną historią społeczno-gospodarczą prowadzili Kazimierz Tymieniecki i Henryk Łowmiański, a Gerard Labuda rozwijał studia nad państwami słowiańskimi; obok nich badania prowadziła Brygida Kürbisówna. Wokół Tadeusza Zawadzkiego rozpoczęto odbudowę ośrodka starożytniczego, Janusz Pajewski rozwijał badania nad najnowszą historią Niemiec. Zespół słynął też z rozwiniętych badań nad problematyką okupacji hitlerowskiej, zwłaszcza zastosowywania w tym zakresie metod oral history.
Pod koniec istnienia zespołu, w 1955 r. pracowało w nim 8 profesorów, 4 docentów, 2 adiunktów, 8 asystentów i 8 aspirantów.

### Instytut (1956–2019)

#### Instytut Historyczny (1956–1969)
Począwszy od połowy lat pięćdziesiątych, wraz z liberalizacją polityczną, pojawiały się głosy na temat „odwilży” także w nauce. Planowane reformy struktur uniwersyteckich objęły też kierunek historii, stąd też w 1955 r. w Ministerstwie Szkolnictwa Wyższego pojawił się projekt likwidacji reliktu stalinizmu w postaci scentralizowanych zespołów katedr historycznych. W trakcie dyskusji nad projektem w ramach poznańskiego Zespołu Katedr Historycznych, uznano jednak za konieczne utrzymanie pewnych form koordynacji działań katedr i w związku z tym jego kierownik Henryk Łowmiański zgłosił postulat utworzenia „Instytutu Historycznego”. Spotkało się to też z aprobatą rektora Uniwersytetu Poznańskiego Jerzego Suszki i należało już tylko oczekiwać na oficjalną decyzję władz ministerialnych w Warszawie.

##### Powstanie obecnego Instytutu
Na mocy rozporządzenia ministra szkolnictwa wyższego z dnia 24 listopada 1956 r. Zespół Katedr Historycznych UP został zastąpiony zupełnie nową jednostką – powstał Instytut Historyczny. Pierwszym i jak się okazało wieloletnim kierownikiem został, początkowo automatycznie jako p.o., Henryk Łowmiański. Nieco wcześniej ministerstwo przywróciło w całym kraju pięcioletnie studia historyczne (obejmujące również studentów, którzy zaliczyli pierwszy rok w cyklu czteroletnim). Jest to formalny początek obecnego Instytutu. Cezurę stanowią tutaj nowe założenia dotyczące kompetencji i działalności nowej formacji. Drobna różnica w oficjalnej nazwie w stosunku z obecną nie odgrywa tutaj większej roli. Instytut zakładał skoordynowanie działań naukowych i dydaktycznych wszystkich wchodzących w jego skład katedr i zakładów, zapewniał jednak dużo większą autonomię tych podmiotów w jego obrębie. Na jego forum załatwiano wszystkie sprawy dydaktyczne oraz ustalano projekty naukowe, które potem wspólnie przedkładano radzie wydziału. W odróżnieniu od dawnego Instytutu Historycznego (1950–1952) nie był jednostką międzywydziałową, ale w całości skupioną w ramach Wydziału Filozoficzno-Historycznego. W zakresie struktury organizacyjnej początkowo utrzymano pozostałą w „spadku” po zlikwidowanej ZKH UP. Nowością było tylko stworzenie Zakładu Historii Starożytnej, afiliowanego przy Katedrze Historii Powszechnej.
W chwili powstania Instytut Historyczny zatrudniał 7 profesorów, 5 docentów, 4 adiunktów i 10 asystentów – łącznie 26 osób, ponadto działało w nim też 7 aspirantów. Liczba etatów szybko jednak zwiększała się. Etaty otrzymali w okresie 1956–1957 m.in. Benon Miśkiewicz, Zygmunt Boras, Włodzimierz Pająkowski i Jerzy Ochmański. W 1960 r., po długich staraniach instytutowi przyznano też dwa etaty dla pracowników bibliotecznych.

##### Rozwój Instytutu Historycznego
Pierwszy rok poświęcono utrwaleniu struktury organizacyjnej. Dyrektorem wybrany został Henryk Łowmiański, wicedyrektorem prof. Władysław Rusiński, zaś nowe stanowisko sekretarza naukowego objęła dr Brygida Kürbis. Wtedy też, przed rozpoczęciem roku akademickiego 1957/1958, Instytut przeniósł się do nowej siedziby – gmachu Collegium Iuridicum przy ówczesnej ul. Armii Czerwonej (obecnie Św. Marcin).
Rok 1958 przyniósł kolejną gruntowną reformę struktur. Przywrócono dawną rangę katedrom i zmieniono ich kształt. Istniejące przy katedrach zakłady pozostały, lecz straciły na realnym znaczeniu i przestały odgrywać większą rolę w życiu instytutowym. Po reformie, struktura Instytutu z kilkoma zmianami aż do 1969 r. kształtowała się następująco:
| Nazwa                                                                                     | Kierownik                                                                            | Okres istnienia |
| ----------------------------------------------------------------------------------------- | ------------------------------------------------------------------------------------ | --------------- |
| Katedra Historii Starożytnej i Średniowiecznej (od 1961 Katedra Historii Średniowiecznej) | do 1960 r. Kazimierz Tymieniecki; 1960–1962 opieka kuratorska; od 1962 Gerard Labuda | 1958–1969       |
| Katedra Historii Starożytnej                                                              | Tadeusz Zawadzki                                                                     | 1961–1969       |
| Katedra Historii Powszechnej Nowożytnej i Najnowszej                                      | Janusz Pajewski                                                                      | 1958–1969       |
| Katedra Historii Polski Feudalnej do Połowy XVIII wieku                                   | do 1963 r. Gerard Labuda (od 1962 jako kurator); od 1963 Jerzy Topolski              | 1958–1969       |
| Katedra Historii Gospodarczej                                                             | do 1962 Władysław Rusiński; od 1962 Czesław Łuczak                                   | 1958–1969       |
| Katedra Historii Narodów ZSRR                                                             | do 1968 Henryk Łowmiański; od 1968 Jerzy Ochmański                                   | 1958–1969       |
| Katedra Historii Niemiec                                                                  | Zdzisław Grot                                                                        | 1961–1969       |

1 listopada 1961 r., jak widać w tabelce, do starych katedr dołączyły dwie nowe: Historii Starożytnej (kierownik Tadeusz Zawadzki) i Historii Niemiec (Zdzisław Grot). Pierwszy z nich skupiał się głównie na badaniach nad dziejami wschodniej części Imperium Romanum, co dało później asumpt Julii Zabłockiej do zogniskowania swoich zainteresowań na historii Mezopotamii i stworzenia w przyszłości wiodącego w Polsce ośrodka badań bliskowschodnich. Z kolei badania niemcoznawcze skupiały się głównie na XIX i XX wieku.
Również w 1961 r. otwarto w Instytucie studia zaoczne. W latach 1961–1969 można je było odbyć także w Szczecinie, w Ośrodku Konsultacyjnym UAM, które na kierunku historia realizowali pracownicy poznańskiego Instytutu.
W 1965 r. przyznano zwiększoną pulę etatów asystenckich i kierownictwa trzem zakładom: Historii Polski Średniowiecznej (1 lipca – Benon Miśkiewicz), powstałego w 1959 r. Historii Ruchu Robotniczego (1 września – Antoni Czubiński) i powstałemu 1 grudnia Historii Kultury Średniowiecznej i Źródłoznawstwa (Brygida Kürbis). Rok później powstał bardzo ważny Zakład Metodologii Historii pod kierownictwem prof. Jerzego Topolskiego. Tylko te zakłady odgrywały większą rolę w życiu instytutowym, generalnie w pozostałych przypadkach skupiało się ono wokół katedr.
Instytut prowadził w tym czasie dynamiczną działalność badawczą na wielu polach. Do ważniejszych pozycji, jakie napisali wówczas pracownicy Instytutu, zaliczyć należy m.in.: „Polska w średniowieczu” (1961) i „Historia chłopów polskich : t. 1–3” (1965–1969) Kazimierza Tymienieckiego, „Źródła, sagi i legendy do najdawniejszych dziejów Polski” (1960) Gerarda Labudy, „Zagadnienie roli Normanów w genezie państw słowiańskich” (1957) Henryka Łowmiańskiego, „Narodziny kapitalizmu w Europie XIV – XVII w.” (1965) i „Metodologia historii” Jerzego Topolskiego, „Historię Litwy” (1967) Jerzego Ochmańskiego, „Mitteleuropa. Studia z dziejów imperializmu niemieckiego w czasie pierwszej wojny światowej” (1959) i „Historia powszechna 1871–1918” Janusza Pajewskiego, czy monumentalne „Powstanie Wielkopolskie 1918–1919” pod redakcją Zdzisława Grota.
W Instytucie rozpoczęto też wydawanie własnych czasopism: wespół z Katedrą/Instytutem Filozofii „Studiów Metodologicznych” (od 1965 r.) i „Studia Historia Oeconomicae (od 1967 r.)”. Pracownicy Instytutu zaangażowani byli również w edytowanie „Słownika starożytności słowiańskich”, który pod redakcją Gerarda Labudy tworzył Instytut Historii PAN. Z przyczyn politycznych utrudniona była współpraca z zagranicą, gdyż ministerstwo często nie aprobowało wniosków wyjazdowych poznańskich historyków lub nie wyrażało zgody na przyjazd zagranicznych naukowców.

##### Trzy wielkie przełomy roku 1968
Wielkie zmiany w życiu Instytutu Historycznego przyniósł rok 1968. W marcu w wielu polskich miastach doszło do wystąpień studenckich. Nie ominęły one również Poznania. W trakcie ucieczki studentów z rozpędzonej manifestacji, ZOMO-wcy wtargnęli do siedziby Collegium Iuridicum, gdzie miał swoją siedzibę między innymi Instytut. W imię autonomii uniwersyteckiej wejście milicjantów do budynku próbował zablokować historyk Witold Jakóbczyk, za co według popularnej (choć nieweryfikowalnej) wówczas plotki został nawet uderzony milicyjną pałką. Po głośnych wystąpieniach, 14 marca 1968 r. w sali kolumnowej Collegium Iuridicum zorganizowano zebranie studentów historii, na którym przyjęto głośną „Rezolucję słuchaczy studium historii”. Była ona wiernopoddańcza wobec komunistycznych władz, choć obok potępienia wypadków, znajdowały się w niej też ukryte tendencje do zelżenia cenzury i szerszego dostępu do informacji. Warto w tym celu przytoczyć jego fragmenty:
My studenci historii (...) potępiamy godne ubolewania zajścia, jakie w ostatnich dniach miały miejsce w naszym mieście. (...) Zdecydowana większość z nas w zajściach tych w ogóle nie wzięła udziału. Część studentów, zdezinformowana brakiem właściwych informacji oraz podburzona przez nieodpowiedzialne czynniki zorganizowała wiece, do których przyłączyła się część młodzieży szkół średnich Poznania i elementy chuligańskie. (...)
(...) Jak wynika z ostatnich informacji, czołową rolę w wydarzeniach warszawskich odegrała znów tylko część studentów, otumanionych przez działaczy syjonistycznych. Stawiane przez nich hasła stały się parawanem dla ukrycia istotnych dążeń ich autorów, a młodzież studencka została wyzyskana do poparcia dążeń nie mających nic wspólnego z celami młodzieży akademickiej w Polsce.
(...)Nie dajmy się wyzyskać do celów nie mających nic wspólnego z interesami młodzieży akademickiej i naszej Ojczyzny. (...) Nie bądźmy bezwolnym narzędziem w ręku ludzi walczących o swoje osobiste interesy. (...)
Domagamy się (...) pełniejszych informacji prasowych na temat bieżącej polityki wewnętrznej i zagranicznej naszego kraju. Tylko to pozwoli uchronić środowisko młodzieżowe przed infiltracją wpływów obcych i antypaństwową działalnością skompromitowanych w przeszłości macherów politycznych.
Żądamy ukarania (...) świadomych swych celów inspiratorów i organizatorów potępianych przez nas, godnych ubolewania zajść. Wzywamy innych studentów do (...) zdecydowanego odżegnania się od poczynań nieodpowiedzialnych demagogów.
Wyrażamy pełne uznanie i poparcie dla stanowiska naszych władz uczelnianych i państwowych oraz popieramy w całej rozciągłości dotychczasowy kierunek polityki zagranicznej PRL.
Trudno stwierdzić, jak wielka była skala „oddolności” niniejszego apelu i jego popularności wśród studentów historii, poza tym, że była z pewnością znacznie niższa, niż to oficjalnie ogłoszono. Według ustaleń Tomasza Schramma była to autentyczna i spontaniczna inicjatywa grupy studentów, następnie nagłośniona i zmanipulowana przez oficjalną propagandę, która opublikowała zniekształcony tekst rezolucji na ulotkach i w środkach masowego przekazu.
Niedługo później, latem 1968 r. nastąpiła przeprowadzka Instytutu Historycznego do nowej siedziby w gmachu Collegium Novum przy ul. Marchlewskiego (obecnie Alei Niepodległości). Z początkiem roku akademickiego 1968/1969 na emeryturę przeszedł wieloletni dyrektor i „żywa legenda” instytutu prof. Henryk Łowmiański. Wobec przygotowań do wielkich zmian, jakie podejmowano na UAM-ie w konsekwencji Marca'68 wstrzymano się do ich realizacji z wyborem jego następcy i stanowisko dyrektora IH UAM przez rok wakowało.

#### Instytut Historii
W konsekwencji „wypadków marcowych”, władze państwowe podjęły decyzję o odgórnej zmianie struktur organizacyjnych wyższych uczelni, w których zlikwidowane miały być katedry. Miały być one stopniowo – w zależności od statusu – przekształcane w instytuty lub zakłady tychże. Nie ominęło to oczywiście Instytutu Historycznego, który odtąd dzielić się miał bezpośrednio na zakłady. Przy okazji wielkiej reformy, zmieniono też nieco nazwę Instytutu – odtąd oficjalnie jest to „Instytut Historii”. Wybrano również wreszcie nowego dyrektora – z dniem 1 września 1969 r. został nim prof. Czesław Łuczak, pełniący równolegle drugą kadencję jako rektor UAM. Jak się miało okazać, władzę dyrektorską prof. Łuczak sprawował aż do 1981 r.

##### Kształtowanie „nowego” Instytutu
Na Uniwersytecie Adama Mickiewicza zmiany weszły w życie wraz z początkiem roku akademickiego 1969–1970. Odgórne reformy w niektórych jednostkach UAM-u – np. na Wydziale Prawa i Administracji były zupełnie niepraktyczne i w późniejszym okresie anulowano je. W Instytucie Historii nowe założenia sprawdziły się i zostały utrzymane do dziś. Zmiany przebiegały zwykle automatycznie – dawne katedry uzyskiwały nazwę i status zakładu, przy zachowaniu dotychczasowego kierownictwa. Nie było to jednak regułą, np. kierownik Katedry Historii Niemiec Zdzisław Grot nie utrzymał swojej pozycji w Zakładzie Historii Niemiec. Zakład Historii Starożytnej musiał szukać nowego kierownika z powodu emigracji Tadeusza Zawadzkiego – został nim w 1970 r. prof. Stefan Parnicki-Pudełko, „przybysz” z definitywnie zlikwidowanej rok wcześniej Katedry Archeologii Śródziemnomorskiej UAM. Przekształcenia przyniosły jeszcze jedną korzyść – utworzono kilka nowych, postulowanych od dłuższego czasu zakładów. Łączna ich liczba wyniosła jedenaście, wkrótce jednak wzrosła. W nieco późniejszym okresie utworzono bowiem: Zakład Historii Polski Ludowej (1 lutego 1972), Zakład Archiwistyki (22 listopada 1972), Zakład Historii Kultury (1 stycznia 1973) i dzieło wieloletniej pracy organizacyjnej i naukowej prof. Jerzego Topolskiego, Zakład Metodologii Historii (1 grudnia 1973). Struktura „nowego” Instytutu wyglądała odtąd następująco:
| Nazwa                                               | Kierownik               | Okres istnienia |
| --------------------------------------------------- | ----------------------- | --------------- |
| Zakład Historii Starożytnej                         | Stefan Parnicki-Pudełko | 1969–           |
| Zakład Historii Powszechnej i Polski do XV w.       | Gerard Labuda           | 1969–           |
| Zakład Historii Powszechnej Nowożytnej i Najnowszej | Janusz Pajewski         | 1969–           |
| Zakład Historii Polski do końca XVIII w.            | Jerzy Topolski          | 1969–           |
| Zakład Historii Polski XIX i XX w.,                 | Witold Jakóbczyk        | 1969–           |
| Zakład Historii Niemiec                             | Antoni Czubiński        | 1969–           |
| Zakład Historii ZSRR                                | Jerzy Ochmański         | 1969–           |
| Zakład Historii Gospodarczej                        | Czesław Łuczak          | 1969–           |
| Zakład Historii Wojskowości                         | Benon Miśkiewicz        | 1969–           |
| Zakład Nauk Pomocniczych Historii                   | Brygida Kürbis          | 1969–           |
| Zakład Metodyki Nauczania Historii                  | Jan Stoiński            | 1969–           |
| Zakład Historii Polski Ludowej                      | Stanisław Kubiak        | 1972–           |
| Zakład Archiwistyki                                 | Franciszek Paprocki     | 1972–           |
| Zakład Historii Kultury                             | Lech Trzeciakowski      | 1973–           |
| Zakład Metodologii Historii                         | Jerzy Topolski          | 1973–           |

Środkami pacyfikacji środowisk akademickich przez władze państwowe były: instytucja tzw. docentów marcowych oraz polityka „jednoetatowości”. Pierwszej Instytut zdołał raczej uniknąć – stanowiska docenckie rzadko przyznawano osobom bez habilitacji, a i te przyznane rzadko miały podłoże polityczne. Bardziej uderzyło w Instytut wdrażanie „jednoetatowości”, która miała za zadanie usunąć z uczelni „niewygodnych” naukowców, pod pretekstem ich równoległej pracy w innych instytucjach. Decyzją specjalnej komisji wiceministra Mistewicza odmówiono dalszej pracy w instytucie prof. Gerardowi Labudzie, któremu od 1 września 1970 r. pozwolono pracować wyłącznie w Instytucie Historii PAN (ostatecznie zdołał uzyskać od ministra Henryka Jabłońskiego bezterminowy urlop bezpłatny, dzięki czemu zachował formalnie profesurę UAM i mógł w Instytucie kierować swoim zakładem oraz prowadzić wykłady). Decyzja ta miała związek z udziałem synów profesora – studentów UAM – w wydarzeniach marcowych.
Instytut zatrudniał w 1969 r. 41 pracowników naukowych. W 1974 zaczął realizować nowy, jak zwykle ówcześnie odgórnie narzucony program studiów historycznych. Zakładał on znów skrócenie studiów do czterech lat i wyszczególnienie dwóch specjalności – archiwistycznej i nauczycielskiej. Ów program, na wniosek pracującej w Instytucie Julii Zabłockiej, zakładał achronologiczny kurs (średniowiecze przed starożytnością) oraz nowość – dodatkowy przedmiot wybierany osobno przez każdy ośrodek (w Instytucie Historii UAM była to historia Niemiec). Również w roku akademickim 1969–1970 po raz pierwszy uruchomiono w Instytucie regularne studium doktoranckie, po tej próbie pomysłu jednak zaniechano i kolejnych naborów nie przeprowadzano.
Instytut rozwijał się też dynamicznie na polu naukowym – w 1970 r. zaangażował się w samodzielną ekspedycję archeologiczną UAM w Novae, a w 1973 r. zaczął wydawać kolejne czasopismo naukowe – „Studia Historica Slavio-Germanica”. Jego pracownicy wydali wówczas wiele ważnych studiów, m.in. Polska granica zachodnia. Tysiąc lat dziejów politycznych Gerarda Labudy (1970), czy praca zbiorowa Dzieje Wielkopolski w dwóch tomach (1969–1973) i kolejne tomy Początków Polski Henryka Łowmiańskiego. W 1972 r. Zdzisław Grot zredagował syntezę dziejów całego uniwersytetu w jego pięćdziesięciolecie – do dziś podstawowe opracowanie z zakresu historii UAM. W 1973 r. Jerzy Topolski opublikował tłumaczoną na wiele języków Metodologię historii. W 1975 r. wydano Dzieje Polski – pierwszą po II wojnie światowej jednotomową syntezę polskiej historii – trzech spośród sześciu autorów pracy zbiorowej było pracownikami Instytutu Historii UAM, w tym jeden – Jerzy Topolski – redaktorem publikacji. Na krótko zmniejszył swoje zaangażowanie w prace instytutu prof. Antoni Czubiński, który w 1971 r. przeprowadził się do Warszawy i podjął pracę w placówkach naukowych PZPR, skąd jednak zwolniono go po opublikowaniu w 1973 r. książki częściowo krytycznej względem historii ZSRR.

##### W nowym wydziale i w nowym kształcie
Na mocy decyzji rektora UAM z 1976 r., począwszy od 1976 r. Instytut Historii afiliowany został przy nowo powstałym Wydziale Historycznym. Rok 1975 przyniósł kolejny ważny przełom – Instytut uzyskał prawo do nadawania stopni naukowych doktora i doktora habilitowanego historii i występowania o tytuły naukowe. Tym samym w znacznej mierze uniezależnił się od władz wydziałowych i jako jedyny instytut wydziału nadawał stopnie naukowe bezpośrednio.
Niedługo później, w 1977 r. Instytutowi Historii oficjalnie przyporządkowano prowadzenie Archiwum UAM (co przedtem miało miejsce de facto, poprzez obsadzanie jego kierownictwa pracownikami Instytutu). Pod koniec lat siedemdziesiątych dokonano drobnych zmian w strukturze Instytutu, m.in. z powodu odejścia na emeryturę części kierowników zakładów, np. prof. Janusza Pajewskiego zastąpił Antoni Czubiński (łącząc tym samym dwa kierowane przez siebie odtąd zakłady w jeden duży). W przypadku prof. Pajewskiego warto zaznaczyć, że było to przejście na emeryturę formalne, gdyż nadal niemal do końca długiego życia kontynuował pracę zawodową w Instytucie. Zgodnie z zaleceniami władz uniwersyteckich, likwidowano też małe zakłady, z których tworzono pracownie. Z początkiem roku akademickiego 1978–1979 struktura nazw i kierownictw zakładów wyglądała następująco:
| Nazwa                                               | Kierownik                  | Okres istnienia |
| --------------------------------------------------- | -------------------------- | --------------- |
| Zakład Historii Starożytnej                         | Stefan Parnicki-Pudełko    | 1978–           |
| Zakład Historii Powszechnej i Polski do XV w.       | Gerard Labuda              | 1978–           |
| Zakład Historii Powszechnej Nowożytnej i Najnowszej | Antoni Czubiński           | 1978–           |
| Zakład Historii Polski XIX i XX w.,                 | Lech Trzeciakowski         | 1978–           |
| Zakład Historii ZSRR                                | Jerzy Ochmański            | 1978–           |
| Zakład Historii Gospodarczej                        | Czesław Łuczak             | 1978–           |
| Zakład Historii Wojskowości                         | Benon Miśkiewicz           | 1978–           |
| Zakład Nauk Pomocniczych Historii                   | Brygida Kürbis             | 1978–           |
| Zakład Metodyki Nauczania Historii                  | Bolesław Szczepański       | 1978–           |
| Zakład Archiwistyki                                 | Jerzy Strzelczyk (kurator) | 1978–           |

W latach 1976–1980 w Instytucie realizowano „problem resortowy” Zagadnienia historii Niemiec oraz stosunków germańsko-słowiańskich i niemiecko-polskich, będący jednym z głównych elementów polsko-niemieckiej debaty historyków na temat problemów węzłowych w relacjach historycznych obu państw. Dzięki liberalizacji politycznej poszerzyła się też możliwość nawiązywania kontaktów zagranicznych. W 1978 r. z inicjatywy Instytutu Historii podpisano umowę o współpracy naukowej pomiędzy UAM a uniwersytetem humanistycznym (w języku polskim bardziej pasowałoby słowo „akademia”) w Strasburgu, czego owocem są trwające do dziś doroczne dwustronne sesje naukowe. Przyjazdy zagranicznych naukowców organizował zwłaszcza Jerzy Topolski, czyniąc z IH UAM silny ośrodek metodologiczny. W 1978 r. spod pióra Janusza Pajewskiego wyszła przełomowa rozprawa Odbudowa państwa polskiego, stojąca w opozycji do oficjalnie lansowanych teorii na temat przyczyn odzyskania przez Polskę niepodległości w 1918 r. Rosła też kadra – w 1980 r. Instytut zatrudniał już 72 pracowników naukowych. Warto przy tym zwrócić uwagę, jak wielu z nich należało wówczas do PZPR – dotyczyło to ok. 40% pomocniczych pracowników nauki i 19 spośród 25 profesorów. Bardzo wysoki stopień upartyjnienia profesury Instytutu (nawet jak na ówczesne normy – PZPR notowała wówczas szczytową liczebność, a w środowiskach akademickich profesorowie byli wszędzie nadreprezentowani w tym zakresie) miał wpłynąć na przebieg wydarzeń roku 1980 w IH UAM.

##### Przełomy lat 1980–1981

###### Instytut Historii wobec „Solidarności”
Wybuch ogólnopolskich strajków i powstanie „Solidarności” nie ominęło Instytutu Historii UAM. W stosunku do innych jednostek UAM, zaangażowanie naukowców IH w ruch „Solidarności” było jednak niższe, dotyczyło też – jak wszędzie – głównie pracowników na niższych stanowiskach. Odwrotnie rzecz miała się ze studentami historii, którzy należeli do najaktywniejszych politycznie studentów UAM w tym okresie. 22 września 1980 r. odbyło się spotkanie założycielskie instytutowego koła Uniwersyteckiego Niezależnego i Samorządnego Związku Zawodowego (UNiSZZ – nazwa doraźna, później NSZZ) „Solidarność”. Przewodniczącym koła został dr Tomasz Jasiński, w działalność instytutowej „Solidarności” mocno zaangażowała się też prof. Brygida Kürbis. Otwarcie krytykowano m.in. czteroletni program studiów, utrudnienia cenzuralne, czy problemy z wydawaniem prac doktorskich i habilitacyjnych. Na podstawie listy postulatów w trzech kategoriach: naukowej, dydaktycznej i socjalnej, zorganizowano protokołowane zebranie wszystkich pracowników Instytutu, które odbyło się w dniu 17 listopada 1980 r. Osiągnięto na nim konsensus w kilku dziedzinach, między innymi w sprawie wywierania presji na ministerstwo na zmiany w zakresie przedmiotów tzw. bloku ideologicznego (nauki polityczne, ekonomia polityczna i filozofia). Postulowano też m.in. założenie pracowni fotograficznej i uzyskanie przydziału na kserograf. W tym okresie część pracowników należących do PZPR (np. Jan Jurkiewicz i Zbysław Wojtkowiak) zrezygnowała z członkostwa w partii.

###### Kryzys gabinetowy
Na okres wielkich zmian przypadły wybory nowych władz instytutowych, które rozpisano na maj 1981 roku. Polegające dotąd na przedłużeniu kadencji poprzednich władz „gładkie” zebrania, tym razem miały przebiec z dużymi komplikacjami.
Posiedzenie wyborcze w dniu 21 maja 1981 początkowo miało oczekiwany przebieg. Głosowanie wygrał dotychczasowy dyrektor prof. Czesław Łuczak (uprzednio samemu zgłaszając kontrkandydata w osobie doc. Jerzego Strzelczyka), oświadczając po ogłoszeniu wyników, iż traktuje swoje stanowisko jako „służbę dla dobra Instytutu i młodzieży akademickiej”. Wkrótce zaczęły się jednak spory regulaminowe wokół sposobów wybierania kierowników zakładów. Prawdziwym wstrząsem okazały się jednak wyniki głosowania na wicedyrektorów (ds. nauki) Instytutu. Wybór kandydata Łuczaka – Jerzego Topolskiego okazał się bowiem nieważny, gdyż elektorzy studenccy (wśród nich m.in. Marek Jurek) – argumentując to nieznajomością profesora – zbojkotowali głosowanie i nie osiągnięto kworum. Wobec tego prof. Czesław Łuczak uznał niewybranie Jerzego Topolskiego za wotum nieufności wobec własnej osoby i złożył rezygnację ze stanowiska dyrektora.
Poranną sesję trzeba było przerwać i zorganizować nowe zebranie w godzinach popołudniowych. Następnie trwały namowy do „rezygnacji z rezygnacji” z funkcji dyrektora, argumentowane trudną sytuacją powyborczą i pozytywnymi rezultatami dotychczasowych rządów. Profesor Czesław Łuczak jednak wszystkie te prośby odrzucał. Fiaskiem kończyło się też wskazywanie kandydatów na wakujące stanowisko wicedyrektora, wszyscy bowiem wskazywani odmawiali kandydowania. Wielogodzinne dyskusje wypełniały również spory pomiędzy przedstawicielami frakcji solidarnościowej (Brygida Kürbis) i partyjnej (Antoni Czubiński). Ostatecznie po długich sporach zdecydowano się przeprowadzić nowe wybory na dyrektora, ze zgłoszonych kandydatów zgodził się jednak kandydować tylko prof. Jerzy Topolski. W wyniku głosowania J. Topolski wygrał jednym głosem i przyjął oferowane stanowisko, jednakże tylko „aby przełamać impas” i „by powstrzymać grupy, dążące do zabójstwa tak dobrze działającego dotąd Instytutu”.
Do dalszych sporów doszło już wkrótce, gdy Jerzy Topolski zaproponował nowych kandydatów na oba stanowiska wicedyrektorskie. Zaprotestowali studenci, którzy uznali, iż głosowanie na wicedyrektora ds. dydaktyki już się odbyło w sesji rannej i wygrał je popierany przez nich Zbigniew Wielgosz (J. Topolski zaproponował Zygmunta Borasa). Spór prawny wynikał z tego, że z jednej strony ważne wybory wicedyrektora już się odbyły, a z drugiej dyrektorowi przysługiwało prawo do wskazania własnych kandydatów na zastępców. Wobec uporu studentów i groźby kolejnego nieważnego głosowania oraz niemożliwości ze względów statutowych wydłużenia kadencji starych władz o kilka miesięcy (propozycja Stanisława Sierpowskiego), prof. Jerzy Topolski ogłosił rezygnację. Przedstawiciel studentów Marek Jurek ogłosił, że zachowanie profesorów Czesława Łuczaka i Jerzego Topolskiego jest szantażem wobec nich. Ostatecznie po długich negocjacjach elektorzy studenccy zgodzili się na ponowne przeprowadzenie głosowania na wicedyrektora ds. dydaktyki, podczas którego po raz drugi wygrał ich kandydat Zbigniew Wielgosz. Wicedyrektorem ds. nauki – wokół którego to stanowiska rozpoczął się cały konflikt – z dużą przewagą głosów „za” został jedyny kandydat, Jerzy Strzelczyk. Wówczas prof. Jerzy Topolski zgodził się cofnąć swoją rezygnację i już ostatecznie objął stanowisko dyrektora Instytutu Historii UAM. Na zakończenie dyskusji zaproszony jako gość sesji popołudniowej emerytowany profesor Janusz Pajewski podsumował, iż „chcąc zachować demokrację, należy jej się uczyć”.

###### W stronę stanu wojennego
Okres 1980–1981 charakteryzował się znacznym zelżeniem cenzury i wypełnieniem „białych plam”, co stwarzało znacznie poszerzone możliwości nauczania – zwłaszcza w zakresie historii najnowszej. Ośrodkom historycznym udało się przeforsować wycofanie się władz państwowych z czteroletniego programu studiów z 1974 r. Założenia nowego, pięcioletniego programu zakładały jego ustalanie w znacznej części oddolnie, a nie całkowicie na szczeblu ministerstwa. Tym samym Instytut Historii mógł po raz pierwszy w swojej historii realizować autorski projekt studiów. Przyjęty w Poznaniu projekt autorstwa Bohdana Lapisa realizowany był począwszy od roku akademickiego 1981–1982 i zakładał on dwustopniowość: pierwsze trzy lata przeznaczone były do przyswojenia całego kursu historii, natomiast pozostałe dwa na realizację trzech bloków zagadnień (historii społeczno-gospodarczej, historii instytucji polityczno-prawnych, historii kultury), podzielonych na cztery okresy (do V w., w V – XV w., w XVI – XVIII w., w XIX – XX w.). Wobec zarzutów części studentów i pracowników Instytutu program ten po kilku latach zawieszono. Jak się okazało, jego założenia miały powrócić po kilkunastu latach w ramach dostosowywania polskich studiów wyższych do „systemu bolońskiego”. W 1981 r. zainaugurowano też kontynuowaną do dziś specjalność Instytutu, czyli lektorat specjalistyczny (ćwiczenie języka obcego pod kątek pracy historyka).
Działalność dydaktyczno-naukowa Instytutu przeplatana była z intensywną działalnością społeczno-polityczną, m.in. dwukrotną okupacją jego siedziby (Collegium Novum) przez strajkujących studentów – w dniach 8–19 lutego i 24 listopada – 12 grudnia 1981. Ożywienie to przerwało dopiero wprowadzenie stanu wojennego w dniu 13 grudnia 1981 r. Wówczas na całym uniwersytecie zawieszono na parę miesięcy zajęcia. Po „reaktywacji”, Instytut działał już na innych zasadach.

##### Lata osiemdziesiąte
19 stycznia 1982 r. na zebraniu pracowników naukowo-dydaktycznych UAM przedstawiono zasady, na jakich odbywać się miały zajęcia dydaktyczne. Zimową sesję egzaminacyjną przeniesiono na marzec (równolegle miały trwać zajęcia), a obecność na wszystkich rodzajach zajęć – z wykładami włącznie – miała być obowiązkowa i weryfikowana przez listę obecności. Na tych zasadach w Instytucie – jak i w całym Uniwersytecie – zajęcia ruszyły z dniem 8 lutego 1982 r. Dyscyplinowano też pracowników, którzy wykazali w poprzednim okresie postawę opozycyjną, np. na wniosek kierownika Zakładu Historii ZSRR Jerzego Ochmańskiego doktorzy Jan Jurkiewicz i Zbysław Wojtkowiak – którzy „swoją postawą moralno-polityczną wykazali, że nie są w stanie zapewnić właściwego kierunku ideowo-politycznego w pracy dydaktyczno-wychowawczej z młodzieżą studencką w ramach zajęć programowych z historii ZSRR” – zostali przeniesieni do innych zakładów. Było to karą za ich wystąpienie z PZPR „w krytycznym dla Polski i Partii okresie”, czym „ugodzili oni (...) w dobrą opinię Zakładu Historii ZSRR UAM”, któremu nie wolno „grupować” wykładowców „nastawionych antypartyjnie, a więc zarazem i antyradziecko”.
Działalność Instytutu do końca lat osiemdziesiątych miała być utrudniona wewnętrznym podziałem między osoby czynnie związane z władzą komunistyczną a popierających ruch opozycyjny. Zaburzenia polityczne ostatnich lat sprawiły też, że aż do końca 1983 r. z powodu braku podstaw prawnych nie można było w pełni określić składu Rady Instytutu. Niejasny był status pomocniczych pracowników nauki, pracowników nienaukowych i studentów. Nie udała się wnioskowana od paru lat koncepcja przywrócenia katedr jako jednostek nadrzędnych względem Instytutu (głównie z powodu prowadzenia przez rektora Zbigniewa Radwańskiego polityki ujednolicania struktur uniwersyteckich), zdołano za to przywrócić w 1982 r. zlikwidowane przed paru laty zakłady Metodologii Historii i Historii Polski Ludowej. Zgodnie „z duchem czasu”, utworzono też wówczas dwie pracownie techniczne – fotograficzną i graficzną.
W 1984 r. odbyły się wybory władz instytutowych i choć reelekcja prof. Jerzego Topolskiego nie sprawiła problemów, zarzewiem kryzysu stało się jednak „utrącenie” jego kandydatów na wicedyrektorów. Ostatecznie dyrektor zaakceptował zgłoszonych z sali doc. Zbigniewa Wielgosza (ds. nauki) i dra Tomasza Schramma (ds. dydaktycznych), którzy z kolei wygrali głosowanie i tym samym kryzysu z poprzednich wyborów udało się uniknąć. Rok później weszła w życie ustawa o szkolnictwie wyższym, zakładająca ustalanie składu władz instytutowych przez władze uniwersyteckie, w związku z czym wraz z wygaśnięciem trwającej kadencji należało oczekiwać sporych zmian. W 1985 Instytut postanowił wycofać się z nowatorskiego programu studiów autorstwa Bohdana Lapisa i na kolejne dwie dekady ustanowił jednolity cykl pięcioletni.
Od 1985 r. – tak jak na całym Uniwersytecie – osłabła polaryzacja środowiska ze względu na postawę społeczno-polityczną, zmniejszyło się też zaangażowanie osób o postawie opozycyjnej. Po 1985 r. w ramach polityki nowego rektora Jacka Fisiaka usuwania z uczelni adiunktów długo zwlekających z habilitacją, pracę straciło pięciu adiunktów z Instytutu Historii (ze względów merytorycznych, których pomijanie zarzucali oponenci rektorowi w niektórych innych przypadkach), z przyczyn politycznych (pogłoski o „antyradzieckiej” postawie na zajęciach). Zaangażowani członkowie PZPR uniemożliwili z kolei podjęcie pracy w Instytucie Marianowi Kozielskiemu po uzyskaniu przez niego doktoratu. Podobne działania pracowników partyjnych zauważane i nieraz krytykowane były nawet na szczeblu Komitetu Wojewódzkiego PZPR (zwłaszcza, gdy ich przedmiotem byli inni – nominalni – członkowie PZPR). Kontrowersje wywołało też obsadzenie w 1987 r. etatu asystenckiego w Zakładzie Archiwistyki przez Dariusza Matelskiego, co miało zostać narzucone przez władze rektorskie wbrew stanowisku Rady Wydziału. Decyzja ta nabrała innego światła wiele lat później, gdy ujawniono rejestrację D. Matelskiego jako tajnego współpracownika SB o pseudonimie „Leński”, którego wiele donosów zachowało się (m.in. „meldunek” o „oblaniu” egzaminu komisyjnego przez studenta, co egzaminator uzgodnił – w myśl raportu – z „Leńskim”). Zdarzały się też i odwrotne przejawy, np. gdy w tym samym roku 1987 prof. Jerzy Topolski zdołał przyjąć na asystenturę aresztowanego tuż przedtem za kolportaż nielegalnych ulotek Gwidona Zalejko.
Lata osiemdziesiąte to także rozwój naukowy Instytutu. W 1982 r. rozpoczęły się interdyscyplinarne prace wykopaliskowe w Łeknie, realizowane przez kolejnych 25 lat przez afiliowaną przy instytucie ekspedycję pod kierownictwem Andrzeja M. Wyrwy. W tym samym roku Julia Zabłocka wydała pierwszą w polskiej historiografii syntezę dziejów starożytnego Bliskiego Wschodu. Podjęto współpracę naukową oraz wymianę studentów i wykładowców z niemieckimi uniwersytetami w Hanowerze (1983) i Kilonii (1984). W latach 1982–1985 kontynuowane były kolejne prace z zakresu „problemu resortowego” („Dzieje społeczeństw i państw niemieckich oraz stosunków germańsko-słowiańskich i polsko-niemieckich”), a w latach 1986–1990 szeroko zakrojone badania z programu „Polacy-Niemcy. Tradycje i dążenia”. Instytut zaczął wydawać kolejne czasopisma naukowe: „Balcanica Posnaniensia” (1984) i „Lituano-Slavica Posnaniensia” (1985). Nie zabrakło też wydarzeń smutnych, jak tragiczna śmierć w wypadku drogowym prof. Henryka Łowmiańskiego w 1984 r. Wkrótce po jego śmierci został opublikowany ostatni tom Początków Polski, a następnie jego uczniowie zaczęli wydawanie niedostępnych dotąd prac profesora: Studiów nad dziejami Słowiańszczyzny (1986) i Prusy-Litwa-Krzyżacy (1989). Do ważnych publikacji tego okresu należą także: Illirowie: siedziba i historie, próba rekonstrukcji Włodzimierza Pająkowskiego (1986) i The fall of Assyria and the Median-Babylonian Relations in the Light of the Nabopolassar’s Chronicle Stefana Zawadzkiego (1988). Opracowania na temat Gotów i Iroszkotów wydawał mediewista Jerzy Strzelczyk, natomiast Maciej Serwański udostępnił w 1986 r. studium na temat stosunku Francji do Polski w czasie wojny trzydziestoletniej. Szczególnie aktywni byli niemcoznawcy, co zaowocowało szeregiem syntez Witolda Jakóbczyka (Niemcy 1815–1919, 1983), Jerzego Strzelczyka i Antoniego Czubińskiego (Zarys dziejów Niemiec i państw niemieckich powstałych po drugiej wojnie światowej, 1986) i Czesława Łuczaka (Polityka ekonomiczna III Rzeszy w latach drugiej wojny światowej – 1982, Od Bismarcka do Hitlera: polsko-niemieckie stosunki gospodarcze – 1988). W 1988 r. rozpoczęło się też trwające kolejne 10 lat wydawanie Dziejów Poznania pod redakcją Jerzego Topolskiego i Lecha Trzeciakowskiego.
W 1987 r. wygasła kadencja władz instytutowych pod przewodnictwem Jerzego Topolskiego. Zgodnie z ustawą z 1985 r., stanowiska dyrektorskie obsadzano odtąd na mocy nominacji rektora. W ten sposób na fotel dyrektora powrócił prof. Czesław Łuczak, któremu pomagali w kolejnej kadencji Julia Zabłocka (wicedyrektor ds. naukowych) i Zbigniew Wielgosz (ds. dydaktycznych). Wicedyrektorem ds. administracyjnych niezmiennie od 1972 r. była mgr Barbara Szulc-Czubińska, jednakże po jej odejściu na emeryturę w 1989 r. stanowisko to zostało zlikwidowane. W tym składzie Instytut dotrwał do transformacji ustrojowej, która zakończyła bardzo ważny etap w jego życiu i wprowadziła zupełnie nową rzeczywistość. Struktura Instytutu nie podlegała większym zmianom, nie licząc kosmetycznych, np. połączenia w 1987 r. kierowanych przez prof. Jerzego Topolskiego zakładów Metodologii Historii oraz Historii Nowożytnej do XVIII w., a w 1988 r. powstała Pracownia Bałkanistyczna. Ostatnim akordem starej i równocześnie pierwszym nowej na polu naukowym było zorganizowanie w Poznaniu przez IH UAM (Julia Zabłocka) czwartej i ostatniej edycji międzynarodowej konferencji z cyklu Šulmu.

##### Instytut Historii w latach 1989–2019
Zmiany polityczne roku 1989 i lat następnych ukształtowały obecny Instytut. W 1990 r. wprowadził się on do nowej siedziby „Collegium Historicum” – dawnego gmachu KW PZPR, po jego zajęciu z żądaniem oddania na rzecz Uniwersytetu przez studentów na czele ze studentem historii, szefem Niezależnego Zrzeszenia Studentów na UAM-ie Filipem Kaczmarkiem. Na mocy nowej ustawy o szkolnictwie wyższym, kierowników jednostek uniwersyteckich w miejsce nominacji rektorskich na powrót zaczęły powoływać wewnętrzne kolegia elektorskie. W tych warunkach nowym kierownikiem Instytutu Historii został Jerzy Strzelczyk, a jego zastępcami Jerzy Hauser (ds. naukowych) i Bohdan Lapis (ds. dydaktycznych). Wkrótce zmienił się też skład Rady Instytutu, na znacznie bardziej egalitarny. Stopniowo przekształcała się także struktura zawodowa – najpierw z powodu likwidacji stanowiska docenta i zunifikowania tytułu profesorskiego, a następnie przyjęcia w 1999 r. „deklaracji bolońskiej” i tym samym ograniczania do minimum etatów asystenckich.
W 1990 r. powstała Pracownia Historii Kultury, którą dwa lata później razem z Pracownią Bałkanistyczną podniesiono do rangi zakładów. W 1993 r. powstała kierowana przez Wojciecha Nowackiego pracownia komputerowa. W 1996 r. zakład starożytniczy podzielił się na antyczny i bliskowschodni, w 1998 r. ponownie rozdzielono zakłady: nowożytniczy i metodologiczny (po śmierci Jerzego Topolskiego). W 2003 r. utworzono Pracownię Kultury i Myśli Politycznej (od 2008 zakład; kierownik: Waldemar Łazuga), a w 2005 r. Pracownię Bizantynistyki (kierownik: Kazimierz Ilski) i Pracownię Bohemistyczną (kierownik: Józef Dobosz). W 1993 r. liczba zakładów naukowych (od 1979 r. zredukowana do 11) wynosiła czternaście i dwie pracownie. Zatrudniały one wówczas 9 profesorów zwyczajnych, 17 profesorów nadzwyczajnych, 4 docentów, 31 adiunktów, 2 starszych wykładowców i 27 wykładowców (stan na 31 grudnia 1992 r.). W roku akademickim 2006–2007 w Instytucie Historii na stanowiskach profesorskich pracowało 36 naukowców (w tym 21 z tytułem naukowym profesora), 71 adiunktów (w tym 9 ze stopniem doktora habilitowanego), ponadto 7 starszych wykładowców, 2 wykładowców i 1 asystent – łącznie 117 osób. Obecnie Instytut składa się z 16 zakładów i 3 pracowni naukowych. Otwarte możliwości kontaktów międzynarodowych oraz liczne podpisane umowy z placówkami zagranicznymi, pozwalały na okresowe zatrudnianie na wykłady cenionych fachowców z zagranicy, np. słynnego amerykańskiego metodologa historii Haydena White’a w roku 1997. Z racji ogromnej samodzielności Instytutu, dającej mu de facto status wydziału, podejmowano inicjatywy wyodrębnienia się w samodzielny wydział, jednakże powstrzymano się od tego wobec kłopotów lokalowych oraz rezerwy władz UAM.
Zmienił się również proces dydaktyczny. Po wprowadzeniu nowego programu studiów, pojawiła się możliwość swobodnego wyboru przez studentów wykładów i proseminariów. Aby mimo wszystko koordynować proces dydaktyczny, zdecydowano się wraz z początkiem roku akademickiego 1991–1992 wprowadzić zespoły dydaktyczne – międzyzakładowe kolegia, zrzeszające wykładających konkretny przedmiot. Pracownicy Instytutu zaczęli wspierać też dydaktykę w zamiejscowych ośrodkach UAM, jak Collegium Europaeum w Gnieźnie, Wydział Artystyczno-Pedagogiczny w Kaliszu, a także Collegium Polonicum Uniwersytetu Viadrina we Frankfurcie nad Odrą. Studenci zaczęli też licznie uczestniczyć w rozwijających się wymianach międzynarodowych (program Tempus, a następnie Erasmus-Socrates) oraz krajowych (Most). Wszystkie programy studiów w Instytucie Historii zostały dopasowane do punktacji ECTS (European Credit Transfer System). Rozwijała się też oferta dydaktyczna Instytutu, który umożliwił studia również z zakresu kultury politycznej i socjoekonomiki. Od 2004 r. mają one status specjalności na prawach kierunku, co oznacza, że nabór na nie odbywa się poprzez odrębne postępowanie rekrutacyjne. 31 maja 2001 Instytut, jako jeden z pierwszych w Polsce, otrzymał certyfikat Uniwersyteckiej Komisji Akredytacyjnej, poświadczający wysoką jakość kształcenia. W związku z przyjęciem systemu bolońskiego, od 2007 r. ostatecznie przestawiono tryb studiów z jednolitych pięcioletnich magisterskich na dwustopniowe, ze stopniem licencjata po trzech latach.
W zakresie działalności naukowej pracownicy Instytutu wyróżnili się publikacjami na temat zakonu cystersów (Andrzej Marek Wyrwa, Józef Dobosz, Jerzy Strzelczyk, Krzysztof Kaczmarek), starożytnego Bliskiego Wschodu (Stefan Zawadzki, np. Garments of Gods. Studies on the Textile Industry and the Pantheon of Sippur, 2006). W zakresie XIX w. szczególnie ważną rolę odegrało studium Krzysztofa Makowskiego na temat obrazu wielkopolskich Żydów tego okresu w historiografii (2004), a w zakresie XX wieku liczne syntezy, przede wszystkim „Pierwsza wojna światowa” (1991) i „Budowa Drugiej Rzeczypospolitej” (1995) Janusza Pajewskiego oraz „Europa w XX wieku” (1997) i „Historia powszechna XX wieku” (2003) Antoniego Czubińskiego. W przypadku tego drugiego autora godne podkreślenia są też publikacje odnośnie do PRL-u, w których zachował on, nietypowy w środowisku historycznym, generalnie pozytywny obraz tej epoki. Pracownicy Instytutu pisali również na temat historii Litwy (Grzegorz Błaszczyk), Wietnamu, Chin i Australii (Wiesław Olszewski), opublikowano też serię pozycji na temat Poznańskiego Czerwca (Edmund Makowski i następni). Obok działających ekspedycji w Łeknie (do 2007 r.) i Novae, Instytut zaangażował się w następną na Krymie. Wydawano też nieznane dzieła nieżyjących historyków Instytutu, np. Kazimierza Tymienieckiego (Kształtowanie się społeczeństwa średniowiecznego (Polska na tle Słowian zachodnich), 1996), czy Henryka Łowmiańskiego (Polityka Jagiellonów, 1999). Z inicjatywy poznańskich historyków pod przewodnictwem Macieja Serwańskiego wyszło też 5 tomików syntezy historii powszechnej w formie spopularyzowanej w ramach serii „Zrozumieć dzieje” (1999–2001).
Po sześcioletnich rządach Jerzego Strzelczyka, w 1996 r. władzę w Instytucie objął dotychczasowy wicedyrektor Bohdan Lapis, któremu od początku pomagał Tomasz Schramm, a od 2005 r. również Rafał Witkowski. Profesor Bohdan Lapis piastował funkcję dyrektora przez kolejne trzyletnie kadencje. W 2008 r. zastąpił go Kazimierz Ilski, który swoje zwycięstwo zawdzięczał w znaczniej mierze elektorom studenckim. Kadencja ta (wicedyrektorzy: dr Rafał Witkowski, dr hab. Violetta Julkowska) zakończyła się w 2012 (uprzednio wydłużono kadencje na UAM do czterech lat). Obecnie funkcję dyrektora sprawuje prof. dr hab. Józef Dobosz, a wicedyrektorami są dr hab. Danuta Konieczka-Śliwińska (ds. dydaktycznych) i dr hab. Przemysław Matusik (ds. naukowych).
1 września 2009 r. Zakład Historii Europy Wschodniej zarządzeniem rektora przeniesiono do Instytutu Wschodniego UAM. Od 2013 w Instytucie działa Pracownia Historii Wizualnej. Od 1 października 2019 roku, zarządzeniem Rektora UAM, Instytut funkcjonuje jako Wydział Historii Uniwersytetu im. Adama Mickiewicza w Poznaniu.

## Siedziby
Pierwsze przedwojenne katedry historyczne mieściły się w poznańskim Zamku Cesarskim, którego część jako Collegium Maius przeznaczono na potrzeby Uniwersytetu. Po wojnie zlokalizowano je początkowo tymczasowo w zwanym „wikarówką” budynku przy kościele św. Michała przy ul. Stolarskiej 7, a od 1947 r. w gmachu Collegium Philosophicum przy ul. Jana Matejki 48/49. Po utworzeniu Instytutu Historii, nowa jednostka uniwersytecka ulokowała się w 1957 r. w Collegium Iuridicum przy ul. Święty Marcin (wówczas Armii Czerwonej), który Uniwersytet zdołał odzyskać od UB. W 1968 Instytut przeniósł się do nowo wybudowanego Collegium Novum przy Alei Niepodległości (wówczas Juliana Marchlewskiego), który – mimo wad architektonicznych – znacznie lepiej spełniał zapotrzebowanie Instytutu. W latach 1990–2015 siedzibą Instytutu Historii był gmach Collegium Historicum przy ul. Święty Marcin – dawna siedziba KW PZPR, który dzielił z Instytutem Prahistorii i Instytutem Etnologii i Antropologii Kulturowej. Od roku akademickiego 2015/2016 siedziba Wydziału Historycznego umieszczona jest na kampusie uniwersyteckim na Morasku.

## Struktura

### Zakład Archiwistyki
Zakład powstał 22 listopada 1972 r. Miało to związek z otwarciem w 1972 r. w ramach studiów historycznych specjalności archiwistycznej. Fundamentem działalności dydaktyczno-naukowej zakładu od początku jest ścisła współpraca z archiwami państwowymi, przede wszystkim z Archiwum Państwowym w Poznaniu. Pierwszym kierownikiem zakładu był Franciszek Paprocki. Później z zakładem związani byli prof. Stanisław Nawrocki i prof. Stanisław Sierpowski. Zakład prowadzi specjalność archiwistyka i zarządzanie dokumentacją.
Samodzielni pracownicy naukowi:
- prof. dr hab. Krzysztof Stryjkowski – kierownik Zakładu
- dr hab. Magdalena Biniaś-Szkopek
- dr hab. Rafał Galuba
- prof. dr hab. Stanisław Sierpowski (profesor emerytowany)
- dr hab. Irena Mamczak-Gadkowska (profesor emerytowana)

### Zakład Dydaktyki Historii
Zakład prowadzi specjalność nauczycielską.
Samodzielni pracownicy naukowi:
- dr hab. Izabela Skórzyńska – kierownik Zakładu
- prof. dr hab. Violetta Julkowska
- dr hab. Danuta Konieczka-Śliwińska
- prof. dr hab. Maria Kujawska (profesor emerytowana)

### Zakład Historii Europy Środkowej i Południowo-Wschodniej
Samodzielni pracownicy naukowi:
- prof. dr hab. Józef Dobosz – kierownik Zakładu
- prof. dr hab. Ilona Czamańska
- dr hab. Marzena Matla
- dr hab. Jędrzej Paszkiewicz
- dr hab. Zdzisław Pentek
- dr hab. Wojciech Sajkowski

### Zakład Historii Europy Wschodniej
Samodzielni pracownicy naukowi:
- prof. dr hab. Beata Halicka – kierownik Zakładu
- dr hab. Grzegorz Skrukwa
- prof. dr hab. Grzegorz Błaszczyk (profesor emerytowany)
- prof. dr hab. Krzysztof Pietkiewicz (profesor emerytowany)

### Zakład Historii Gospodarczej
Twórcą i organizatorem Katedry/zakładu był w 1919 r. prof. Jan Rutkowski. W 2005 r. zakład na kierunku studiów Historia otworzył specjalność – socjoekonomikę, a w 2018 r. własny kierunek studiów – Gospodarka i ekonomia w dziejach.
Samodzielni pracownicy naukowi:
- dr hab. Tadeusz Janicki – kierownik Zakładu
- dr hab. Lucyna Błażejczyk-Majka
- dr hab. Roman Macyra
- dr hab. Jan Miłosz
- prof. dr hab. Stefan Kowal (profesor emerytowany)

### Zakład Historii Najnowszej
Samodzielni pracownicy naukowi:
- prof. dr hab. Stanisław Jankowiak – kierownik Zakładu
- prof. dr hab. Jakub Wojtkowiak
- dr hab. Konrad Białecki
- dr hab. Marek Mikołajczyk
- dr hab. Piotr Okulewicz
- dr hab. Małgorzata Praczyk
- dr hab. Agnieszka Sawicz
- prof. dr hab. Przemysław Hauser (profesor emerytowany)
- prof. dr hab. Tadeusz Kotłowski (profesor emerytowany)
- prof. dr hab. Tomasz Schramm (profesor emerytowany)
- prof. dr hab. Ryszard Wryk (profesor emerytowany)
- dr hab. Bożena Górczyńska-Przybyłowicz (profesor emerytowana)
- dr hab. Krzysztof Rzepa (profesor emerytowany)
- dr Danuta Płygawko (emerytowany adiunkt)

### Zakład Historii Nowożytnej do XVIII wieku
Samodzielni pracownicy naukowi:
- dr hab. Agnieszka Jakuboszczak – kierownik Zakładu
- prof. dr hab. Maciej Forycki
- prof. dr hab. Michał Zwierzykowski
- dr hab. Igor Kraszewski
- dr hab. Bernadetta Manyś
- prof. dr hab. Jan Jurkiewicz (profesor emerytowany)
- dr hab. Marian Drozdowski (profesor emerytowany)
- dr hab. Aleksander Małecki (profesor emerytowany)

### Zakład Historii Średniowiecznej
Samodzielni pracownicy naukowi:
- dr hab. Dariusz Andrzej Sikorski – kierownik Zakładu
- prof. dr hab. Zbyszko Górczak
- prof. dr hab. Krzysztof Kaczmarek
- prof. dr hab. Jarosław Nikodem
- dr hab. Małgorzata Delimata
- dr hab. Adam Krawiec
- dr hab. Jakub Kujawiński
- dr hab. Piotr Pokora
- prof. dr hab. Jerzy Strzelczyk (profesor emerytowany)
- prof. dr hab. Andrzej Marek Wyrwa (dawniej)

### Zakład Historii XIX wieku
Samodzielni pracownicy naukowi:
- prof. dr hab. Krzysztof Makowski – kierownik Zakładu
- prof. dr hab. Krzysztof Marchlewicz
- dr hab. Jerzy Kołacki
- dr hab. Przemysław Matusik
- prof. dr hab. Witold Molik (profesor emerytowany)

### Zakład Myśli i Kultury Politycznej

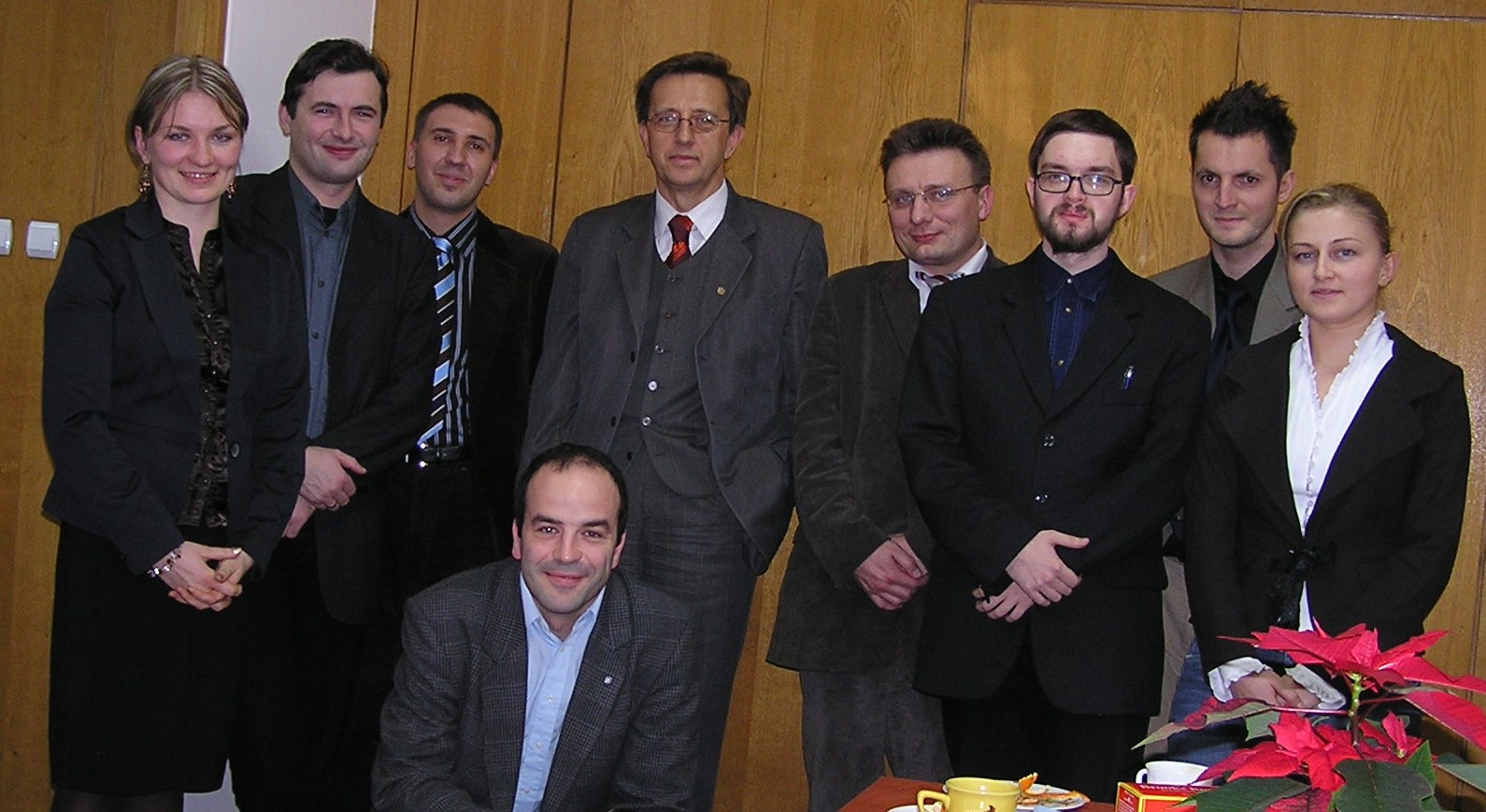
Pracownicy i doktoranci ZMiKP w 2006 roku

Zakład prowadzi badania interdyscyplinarne, z pogranicza historii politycznej, politologii i socjologii. Dwaj jego pracownicy są politologami, a jeden europeistą. Zakład prowadzi specjalność myśl i kultura polityczna.
Samodzielni pracownicy naukowi:
- dr hab. Damian Szymczak – kierownik Zakładu
- dr hab. Rafał Dobek
- dr hab. Sebastian Paczos
- prof. dr hab. Waldemar Łazuga (profesor emerytowany)

### Zakład Metodologii Historii i Historii Historiografii
Samodzielni pracownicy naukowi:
- dr hab. Tomasz Falkowski – kierownik Zakładu
- prof. dr hab. Ewa Domańska
- dr hab. Maciej Bugajewski
- dr hab. Maria Solarska
- dr hab. Wiktor Werner
- prof. dr hab. Wojciech Wrzosek (profesor emerytowany)

### Zakład Studiów Wschodnich
Samodzielni pracownicy naukowi:
- dr Tomasz Nakoneczny – kierownik Zakładu
- dr hab. Krzysztof Fedorowicz
- dr hab. Marek Figura

### Zakład Źródłoznawstwa i Nauk Pomocniczych Historii
Samodzielni pracownicy naukowi:
- dr hab. Maciej Dorna – kierownik Zakładu
- prof. dr hab. Tomasz Jasiński
- prof. dr hab. Jan Prostko-Prostyński
- dr hab. Edward Skibiński
- dr hab. Paweł Stróżyk
- dr hab. Ewa Syska
- dr hab. Rafał Witkowski
- dr Andrzej B. Biernacki (emerytowany starszy wykładowca)

### Pracownia Historii Bizancjum
Samodzielni pracownicy naukowi:
- prof. dr hab. Kazimierz Ilski – kierownik Pracowni
- dr hab. Anna Kotłowska
- dr hab. Łukasz Różycki

### Pracownia Historii Kultury
Twórcą i organizatorem zakładu był prof. Bohdan Lapis.
Samodzielni pracownicy naukowi:
- dr hab. Anita Napierała – kierownik Pracowni
- dr hab. Anna Idzikowska-Czubaj
- dr hab. Maciej Michalski
- dr hab. Bohdan Lapis (profesor emerytowany)

### Pracownia Historii Starożytnego Bliskiego Wschodu
Geneza zakładu to reaktywacja jednostki starożytniczej, która pod kierownictwem Tadeusza Zawadzkiego koncentrowała się głównie na badaniach wschodniej części cesarstwa rzymskiego. Następnym krokiem było skupienie się przez Julię Zabłocką po uzyskaniu doktoratu na dziejach Mezopotamii. Od tego czasu Zabłocka stopniowo budowała poznański ośrodek bliskowschodni, poprzez budowanie bazy naukowej i nowej wyspecjalizowanej kadry, doprowadzając go do wiodącej roli w całym kraju. Dowodem na to jest chociażby autorstwo Zabłockiej pierwszej w polskiej historiografii syntezy starożytnych dziejów bliskowschodnich. Apogeum tego procesu nastąpiło w latach 1984–1991, gdy Zabłocka objęła kierownictwo nad Zakładem Historii Starożytnej. W 1989 UAM stał się gospodarzem czwartej edycji międzynarodowej konferencji historyków starożytnego Bliskiego Wschodu „Šulmu”. Przez cały czas działalność znawców Bliskiego Wschodu odbywała się jednak w ramach Katedry, a później Zakładu Historii Starożytnej. Wydzielenie się odrębnego Zakładu Historii Starożytnego Wschodu nastąpiło w roku 1996. Jego kierownikiem w latach 1996–2016 był Stefan Zawadzki (przedtem odmawiał przyjęcia stanowiska kierowniczego w ZHS). Obecnym kierownikiem zakładu jest Witold Tyborowski. Dziś Zakład Historii Starożytnego Wschodu jest kolejną tego typu placówką uniwersytecką w Polsce, a UAM jako jedyna uczelnia w Polsce poza Uniwersytetem Szczecińskim (gdzie za starożytność również odpowiadał prof. Zawadzki) realizuje w ramach studiów historycznych odrębny, całosemestralny kurs historii starożytnego Wschodu (a nie, jak ma to miejsce w innych uczelniach, jako część historii starożytności).
Od 1 stycznia 2020, Zakład funkcjonuje jako Pracownia Historii Starożytnego Bliskiego Wschodu.
Samodzielni pracownicy naukowi:
- dr hab. Witold Tyborowski – kierownik Pracowni
- dr hab. Radosław Tarasewicz
- prof. dr hab. Stefan Zawadzki (profesor emerytowany)

### Pracownia Historii Starożytnej Grecji i Rzymu
ZHSA kontynuuje długą tradycję badań nad starożytnością, które prowadzone są na poznańskim uniwersytecie prawie od samego początku. Już bowiem w 1919 powstała na Seminarium Historycznym Katedra Historii Starożytnej. Trzy lata później jej kierownik Ludwik Piotrowski przeniósł się jednak na Uniwersytet Jagielloński i katedra upadła na całe przedwojnie. Nie powiodła się też podjęta uchwałą Rady Wydziału z 2 czerwca 1949 r. próba reaktywacji Katedry Historii Starożytnej, na której czele planowano postawić Rocha Knapowskiego. Odbudowę ośrodka starożytniczego znamionowała dopiero osoba Tadeusza Zawadzkiego, który w 1954 r. przybył do Poznania. W 1956 utworzono Zakład Historii Starożytnej afiliowany przy Katedrze Historii Powszechnej, a w 1958 starożytników podłączono do katedry mediewistycznej, stąd też przez krótki okres działali oni w ramach Katedry Historii Starożytnej i Średniowiecznej. Wreszcie w 1961 utworzono samodzielną Katedrę Historii Starożytnej. Jej badania skupiały się przede wszystkim na wschodniej części cesarstwa rzymskiego. Poznańscy starożytnicy aktywnie uczestniczyli w badaniach w Novae. Niestety pod koniec lat sześćdziesiątych jej kierownik Tadeusz Zawadzki wybrał emigrację. Na skutek reorganizacji Instytutu w 1969 r. i likwidacji katedr, jednostka zmienia nazwę na Zakład Historii Starożytnej i pod tą nazwą funkcjonuje aż do lat dziewięćdziesiątych. Wraz z reorganizacją, zakład wsparło dwóch pracowników zlikwidowanej Katedry Archeologii Śródziemnomorskiej, w tym nowy kierownik, prof. Stefan Parnicki-Pudełko. Z racji dużego rozrzutu badawczego pomiędzy asyriologami a resztą zespołu, specjalizującą się w dziejach starożytnej Grecji i Rzymu oraz rozrostu liczebnego kadry naukowej, doszło do podziału w obrębie Zakładu Historii Starożytnej. Po wyodrębnieniu się zakładu bliskowschodniego, w 1996 r. Zakład Historii Starożytnej przyjął nazwę Zakład Historii Społeczeństw Antycznych. Ma ona podkreślać, że historia antyczna to nie tylko dzieje Grecji i Rzymu, ale także wszystkich pozostałych „barbarzyńskich” kultur, funkcjonujących równolegle i wzajemnie przenikających się z kulturą hellenistyczną i rzymską. Kierownikiem zakładu jest od 1997 r. Leszek Mrozewicz. Zakład wydaje własnym sumptem okolicznościowe publikacje, np. z cyklu Xenia Posnaniensia. Organizuje też konferencje naukowe – m.in. wielka konferencja „Idy Marcowe – 2050 lat później” w rocznicę zamordowania Juliusza Cezara w 2007 roku, omawiającą życie, działalność, okoliczności śmierci oraz udział w historiografii, kulturze i sztuce Cezara. Zakład posiadał również własną stronę internetową. Od 1 stycznia 2020, Zakład funkcjonuje jako Pracownia Historii Starożytnej Grecji i Rzymu.
Samodzielni pracownicy naukowi:
- dr hab. Katarzyna Balbuza – kierownik Pracowni
- dr hab. Krzysztof Królczyk
- dr hab. Maria Musielak
- dr hab. Anna Tatarkiewicz

### Pracownia Historii Wizualnej
Samodzielni pracownicy naukowi:
- prof. dr hab. Dorota Skotarczak – kierownik Pracowni
- dr hab. Elena Klenina
- dr hab. Christopher Korten
- dr hab. Regina Pacanowska
- dr hab. Klaudiusz Święcicki

### Pracownia Historii Wojskowej
Samodzielni pracownicy naukowi:
- prof. dr hab. Maciej Franz – kierownik Pracowni
- dr hab. Bartosz Kruszyński
- dr hab. Grzegorz Podruczny
- prof. dr hab. Karol Olejnik (profesor emerytowany)
- dr hab. Zbigniew Pilarczyk (profesor emerytowany)

### Pracownia Komputerowa
Pracownia powstała w 1993 r.
- mgr Adam Kaja – kierownik Pracowni[44]

### Pracownia Fotograficzno-Graficzna
Pracownia jest połączeniem założonych w latach osiemdziesiątych dwóch pracowni: Fotograficznej i Graficznej. Zajmuje się m.in. techniczną stroną wydawania publikacji w ramach wydawnictwa Instytutu.

## Doktoratyhonoris causaUAM z inicjatywy instytutu
Instytut Historii UAM piętnastokrotnie był inicjatorem przyznania godności doktora honoris causa uczelni:
- 1960 – Kazimierz Tymieniecki
- 1965 – Henryk Łowmiański
- 1968 – Georges Castellan
- 1968 – Heinz Tillmann
- 1974 – Ljubomir Durković-Jaksić
- 1977 – Janusz Pajewski
- 1984 – Otmar von Aretin
- 1988 – Klaus Zernack
- 1988 – Robert Maxwell
- 1989 – Aleksander Gieysztor
- 1993 – Michael Müller-Wille
- 1995 – Stefan Stuligrosz
- 1996 – Aron Guriewicz
- 1998 – Marian Biskup
- 2007 – Tadeusz Kotula

## Organizacje afiliowane przy Instytucie

### Redakcje czasopism naukowych
- „Balcanica Posnaniensia. Acta et studia”
- „Lituano-Slavica Posnaniensia. Studia historica”
- „Studia Historiae Oeconomicae”
- „Studia Historica Slavo-Germanica”

### Fundacja Historyczna im. prof. Henryka Łowmiańskiego
Fundacja powstała z inicjatywy uczniów Henryka Łowmiańskiego. Zarejestrowana została z dniem 30 maja 1989 r. Jej pierwszym prezesem był Jerzy Ochmański.
Zarząd fundacji:
- Prezes: Krzysztof Pietkiewicz
- Członkowie: Artur Kijas, Wojciech Krzyżaniak, Leszek Mrozewicz, Jerzy Strzelczyk, Stanisław Sierpowski.

## Wydawnictwo Instytutu Historii UAM
Instytut posiada własne wydawnictwo, nastawione przede wszystkim na publikację rozpraw swoich pracowników oraz materiałów z konferencji i zapisów gościnnych wykładów. Znaczniejsze wydane publikacje zwarte:
- Józef Dobosz, Działalność fundacyjna Kazimierza Sprawiedliwego (1995),
- Andrzej Marek Wyrwa, Procesy fundacyjne wielkopolskich klasztorów cysterskich linii altenberskiej. Łekno, Ląd, Obra (1995),
- Witold Molik, Kult Karola Marcinkowskiego (1996),
- Jean-Pierre Martin, Kult panującego w Cesarstwie Rzymskim (1996),
- Tadeusz Kotłowski, Historia Republiki Weimarskiej 1919–1933 (1997),
- Hans-Henrich Nolte, Tradycja zacofania. Pięć wieków Rosji w historii światowej (1997),
- Zbigniew Pilarczyk, Fortyfikacje na ziemiach koronnych Rzeczypospolitej w XVIII w. (1997),
- Bronisław Nowacki, Przemysł II 1257–1296. Odnowiciel korony polskiej (1997),
- Irving Finkel, Zarys medycyny starożytnej Mezopotamii (1997),
- Grzegorz Błaszczyk, Burza koronacyjna (1998),
- Antoni Czubiński, Stronnictwo Demokratyczne (1937–1989) (1998),
- Peter Nitsche, Stereotypy narodowe dotyczące Polski i Polaków w Niemczech w XIX w. (2000),
- Dorota Urzyńska, Polski ruch socjalistyczny na obczyźnie w latach 1939–1945 (2000),
- Edward Lipiński, Szkice z dziejów aramejskich (2000),
- Gerard Labuda, Święty Stanisław. Biskup krakowski. Patron Polski (2001),
- Johannes Fried, Święty Wojciech i Polska (2001),
- Krzysztof Kaczmarek, Studia uniwersyteckie cystersów z ziem polskich w okresie średniowiecza (2002),
- Enrique M. Ruiz, Zarys dziejów Hiszpanii nowożytnej (od końca XV wieku do 1808 r.) (2003),
- Michael Biddiss, Dziedzictwo procesu norymberskiego z perspektywy historii (2003),
- Marek Mikołajczyk, Polityka Francji wobec ZSRR w latach 1944–1955 (2004),
- Jarosław Nikodem, Polska i Litwa wobec husyckich Czech w latach 1420–1433. Studium o polityce dynastycznej Władysława Jagiełły i Witolda Kiejstutowicza (2004),
- Krzysztof Stryjkowski, Położenie wpisanych na niemiecką listę narodowościową w Wielkopolsce w latach 1945–1950 (2005),
- Dariusz Andrzej Sikorski, Anglosasi i wpływy anglosaskie w skryptoriach karolińskich do końca IX wieku (2005),
- Krzysztof Kaczmarek, Szkoły i studia polskich dominikanów w okresie średniowiecza (2005),
- Anthony DeLuca, War and Remembrance (2005),
- Zbigniew Wielgosz, Pogranicze wielkopolsko-zachodniopomorskie w średniowieczu (2006).